# حقل بوليفار الساحلي
حقل بوليڤار الساحلي Bolivar Coastal Field، هو أكبر حقل نفط في أمريكا الجنوبية، ويضم 6,000-7,000
بئر ورافعة، على امتداد 25 ميل، على الساحل الشمالي الشرقي لبحيرة ماراكايبو، فنزويلا.
اكتشف الحقل عام 1917، وتنتج حقول بوليڤار الساحلية من آبار على منصات على بحيرة ضحلة. من المعتقد أن ينتج الحقل حوالي 30-32 بليون برميل. وينتج الحقل حالياً ما بين 2.6 -3 مليون برميل يومياً. ونضبت بالفعل بعض أجزاء من الحقل.